# یولیوش ماخولسکی
یولیوش ماخولسکی (لهستانی: Juliusz Machulski؛ زادهٔ ۱۰ مارس ۱۹۵۵) کارگردان و فیلم‌نامه‌نویس اهل لهستان است. وی کارگردانی را از اوایل دههٔ هشتاد میلادی آغاز نمود.
از فیلم‌ها یا مجموعه‌های تلویزیونی که وی در آن‌ها نقش داشته‌است می‌توان به کیلر، اسکادران، مرگ کم‌اهمیت، در روز روشن، وابانک، کینگ‌سایز، شخص خیلی مهم، سکوت، لالایی، کارناوال، همبستگی، همبستگی...، وینچی و سکسمیشن اشاره نمود.